# 博讷沃 (杜省)
博讷沃（法語：Bonnevaux，法語發音：[bɔnvo]）是法国杜省的一个市镇，属于蓬塔利耶区。

## 地理
博讷沃（46°48'30"N, 6°11'7"E）面积16.53 平方千米，位于法国勃艮第-弗朗什-孔泰大區杜省，该省份为法国东部内陆省份，北起上索恩省，西接汝拉省，东部及东南部与瑞士接壤，东北部与贝尔福地区省接壤。
与博讷沃接壤的市镇（或旧市镇、城区）包括：弗拉讷、沃和尚特格吕、比耶迪富尔、米尼奥维拉尔。

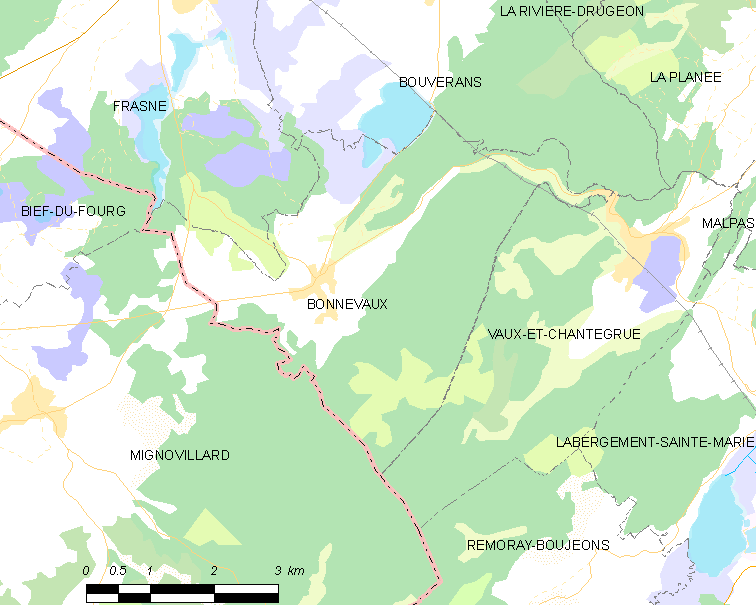
的OSM定位图

博讷沃的时区为UTC+01:00、UTC+02:00（夏令时）。

## 行政
博讷沃的邮政编码为25560，INSEE市镇编码为25075。

## 政治
博讷沃所属的省级选区为弗拉讷县。

## 人口

1962-2008年间人口变化图示

博讷沃于2022年1月1日时的人口数量为420人。